# سپیدرخ کوچک
سپیدرخ کوچک (نام علمی: Leucorrhinia dubia) نام یک گونه از سرده سپیدرخ‌ها است.